# Kinnie
 (octobre 2008).
Si vous disposez d'ouvrages ou d'articles de référence ou si vous connaissez des sites web de qualité traitant du thème abordé ici, merci de compléter l'article en donnant les références utiles à sa vérifiabilité et en les liant à la section « Notes et références ».
Pour les articles homonymes, voir Kinnie (homonymie).

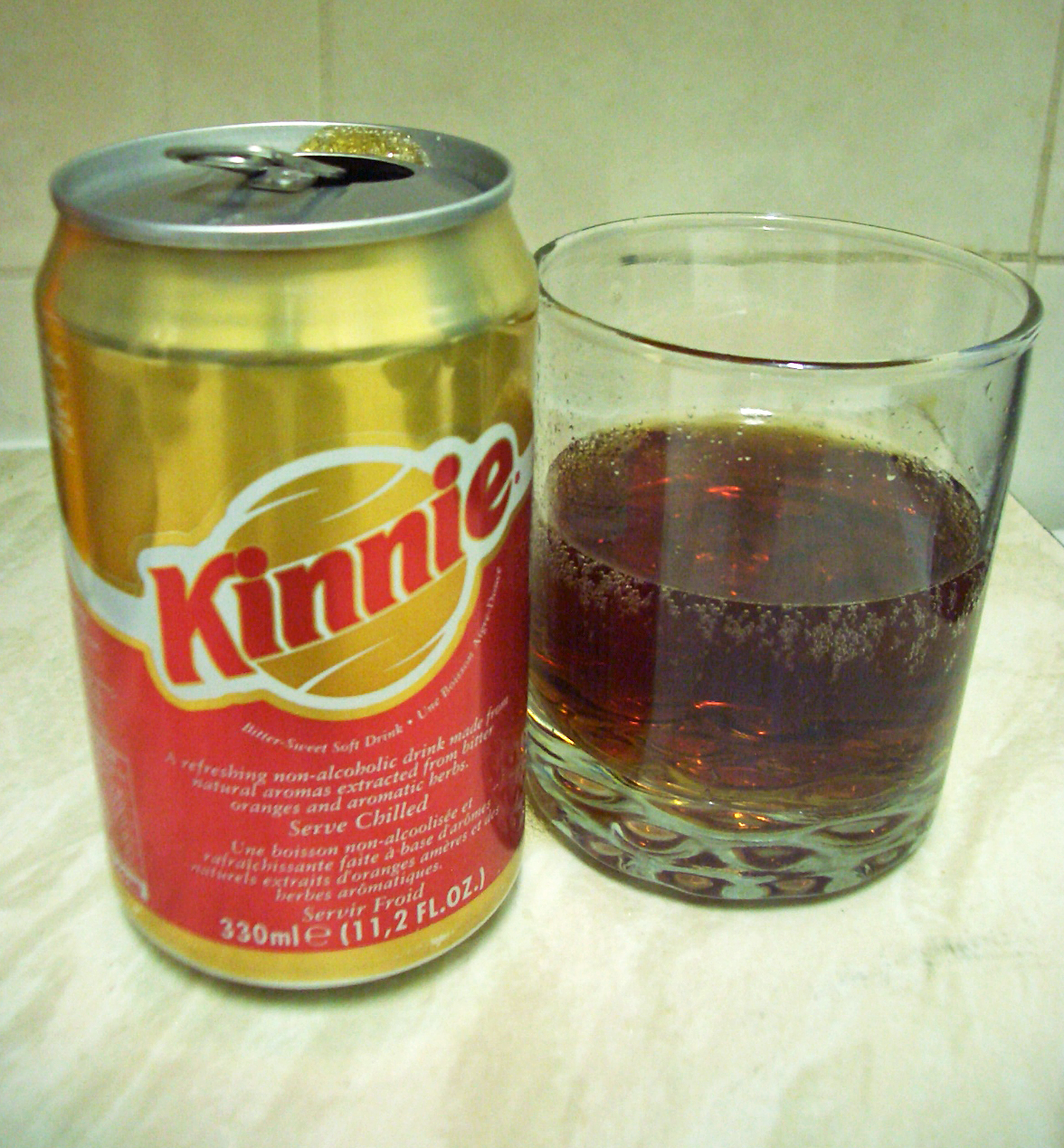
Une canette de Kinnie et son contenu dans un verre

Kinnie est une boisson non alcoolisée d'origine maltaise, amère et sucrée, brassée à partir d'oranges amères et d'extraits d'absinthe. Elle a été introduite pour la première fois en 1952 par la brasserie Simonds Farsons Cisk et continue d'être produite par Farsons à Mriehel, Birkirkara, à Malte.

## Historique
Kinnie a été produite pour la première fois en 1952 comme substitut aux innombrables boissons non alcoolisées considérées comme les boissons de l'Europe d'après-guerre (Coca-Cola par exemple).
Le Comité International d'Action Gastronomique et Touristique lui a décerné le prix de « l'Épi d'Or de la Qualité internationale » pour son goût original.
Une version allégée de Kinnie a été lancée il y a quelques années et en 2007 une variante moins calorique de Kinnie a été lancée : le Kinnie Zest.
Ces dernières années Kinnie a commencé à apparaître de façon régulière sur les marchés étrangers tels que l'Australie, le Canada, l'Italie, l'Allemagne, l'Angleterre, la Suisse, l'Autriche, la Hongrie, l'Albanie et la France.
La stratégie de Farsons a été de positionner la marque Kinnie comme une boisson haut de gamme.